# Micromeria acropolitana
Micromeria acropolitana là một loài thực vật có hoa trong họ Hoa môi. Loài này được Halácsy mô tả khoa học đầu tiên năm 1908.